# Preobraćenje sv. Pavla na putu u Damask
Preobraćenje sv. Pavla na putu za Damask (talijanski: Conversione di San Paolo) je slavno ulje na platnu talijanskoga baroknoga slikara Caravaggia. 
Slika sa slikom Razapinjanje sv. Petra čini par koji okružuju oltar, već prethodno ukrašen raskošnom i bogatom slikom Uznesenje Gospino slikara Annibalea Carraccija. Caravaggio je zasigurno ranije vidio oltarnu sliku i odlučio ju uokviriti svojim tamnim i nejasnim slikama koje se gotovo stapaju s mrakom pozadine. Giovanni Baglione, rani Caravaggiov biografu, navodi kako je obje slike u rujnu 1600. godine naručio Tiberio Cerasi, rizničar pape Klementa VIII. i kasnije kardinal, ali je kardinal naglo preminuo, a njegov nasljednik odbio prihvatiti prve inačice. Slikar je bio prinuđen naslikati druge koje i danas uokviruju oltar, a neki povjesničari smatraju kako se odbijanje prvih verzija dogodilo jer je novi kardinal iskoristio mogućnost nabavke tih slika. Izvorno Razapinjanje sv. Petra izgubljeno je, dok se Preobraćenje sv. Pavla nalazi u zbirci Odescalchi Balbi u Rimu.
Ova tenebristička slika prekretnica je u Caravaggiovom stilu. Kontrast svjetla i tame iskorišten je radi postizanja dramatike, ali istovremeno i nagovještaja božanskoga svjetla. Caravaggio na slici ne koristi ni linije ni boje, o čemu svjedoči činjenica kako nisu pronađeni njegovi crteži, kako bi ispričao priču. Naprotiv, koristi se svjetlom za isticanje odabranih pojedinosti, pa čak i šokiranje promatrača. Zbačeni Savao, koji će kasnije postati sv. Pavao nakon preobraćenja (Djela apostolska, IX.), leži na svojim leđima u jakom skraćenju, bespomoćan, zbačen s konja Božjom munjom koja također osvjetljava bok njegova golema konja koji zauzima veliku većinu prostora slike. Sjajno svjetlo iz nepoznata izvora s lijeve strane iskorišteno je kako bi modeliralo oblike i površine, a dominantno tijelo konja služi kao reflektor koji osvjetljava tijelo sv. Pavla i preplavljuje njegovo lice. Simbolika svjetla razvidna je, to je svjetlo Milosti koje obasjava grješnika. Crkva Santa Maria del Popolo pripadala je augustincima, a za sv. Augustina, najvećega teoretičara Božje Milosti, znanje je čista „vizija u Bogu“, stalna prosvijetljenost – sama spoznaja, dar koji sjaji s visina. Uzdignute ruke preobraćena progonitelja, zajedno s vratom životinje koja spušta svoju glavu i ruku sluge, daju naslutiti na završetak kruga ili elipse. Figure su gotovo prevelike za prostor i stvaraju dojam kako su još veće i tek djelomice otkrivene svjetlom. Probirno osvjetljavanje čini ove figure u prirodnoj veličini zapanjujuće prisutnima i dramatično tipičnima za barok.